# صورة ستريثام
لوحة ستريثام (بالإنجليزية: Streatham portrait)‏ هي لوحة زيتية من تسعينيات القرن التاسع عشر يُعتقد أنها نسخة لاحقة من نقش خشبي للسيدة الإنجليزية النبيلة السيدة جين جراي من عام 1580.  تُظهر الصورة ثلاثة أرباع الطول لامرأة شابة ترتدي ثوبًا من فترة تيودور وتحمل كتابًا للصلاة ، مع نقش باهت "ليدي جين" أو "ليدي أيين" في الزاوية العلوية اليسرى. وهي في حالة سيئة وتضررت كأنها تعرضت للهجوم.من جانفي 2015 الصورة في الغرفة 3 من معرض اللوحات القومي في لندن.